# Jamki (Silésie)
Pour les articles homonymes, voir Jamki.
Jamki est une localité polonaise de la gmina de Konopiska, située dans le powiat de Częstochowa en voïvodie de Silésie.